# 해미군
| Daedongyeojido (Gyujanggak) 14-06.jpg |
| Daedongyeojido (Gyujanggak) 15-05.jpg |

해미군(海美郡)은 서산시 남동부, 해미면 해미읍성을 중심으로 존재했던 행정구역이다. 조선 태종 7년(1407)에 정해현(貞海縣)과 여미현(如美縣)이 해미현(海美縣)으로 통합되어 해미라는 행정구역이 생겨났다. 1885년에 해미군으로 승격했다. 1914년에 일제에 의해 서산군으로 통합되어 해미라는 지명이 소멸하였으나 1917년에 해미군의 중심지인 지성면(枳城面)이 해미면으로 개칭되어 해미라는 지명이 부활했다.

## 1914년 이후
| 조선총독부령 제111호 |             |                                                                                                |
| 구 행정구역 | 신 행정구역 | 신 행정구역                                                                                    |
| 해미군 동면(東面) 관기리/하유곡리, 신흥리/심곡리, 동암리, 반계리/면양리, 수원동/당산리, 상유곡리/상기리/삼봉리/송치리, 오동/백학동, 성내리/서문리/노상리/노하리/천변리 일부, 상조산리/하조산리, 분홍리/천곡리/동산리/(서산군 동암면) 석천리 일부, 일락촌/황조촌, 휴암리/천변리 일부                                                                                             | 지성면      | 관유리, 대곡리, 동암리, 반양리, 산수리, 삼송리, 오학리, 읍내리, 조산리, 홍천리, 황락리, 휴암리 |
| 해미군 남면(南面) 귀밀리, 신평리/기지리/신량리/신남리/상양동, 신흥리/대산리/석포리/신기리/가좌동, 상구리/하구리/석교리 일부, 억대리 일부, 제내리/당산리/칠성암리, 웅소성리, 상응평리/하응평리, 저성리/장동/석교리 일부, 상전천리/하전천리/석교리 일부 | 지성면      | 귀밀리, 기지리, 석포리, 양림리, 억대리, 언암리, 웅소성리, 응평리, 저성리, 전천리               |
| 해미군 서면(西面) 전동/예동/상도리/하도리 일부/하두리 일부, 고치리/상두리/하두리 일부, 승선동/송천리/마사리/중리/정천리 일부, 사기소리/성포리 일부/하도리 일부/조금진리 일부, 전촌리/창리/정천리 일부, 정곡리/상장지리/하장지리/경치리 일부, 적서리/성포리 일부, 조금진리 일부/줄포리 일부, 줄포리 일부                                                                         | 대호지면    | 도이리, 두산리, 마중리, 사성리, 송전리, 장정리, 적서리, 조금리, 출포리                         |
| 해미군 상도면(上道面) 창동/도윤리/초록리 일부/가구전리 일부, 대사동/계곡리/수한리 일부(홍주군 고남상도면) 방곡리 일부, 한연리/신송리/장선리 일부/탑동/(하도면) 양천리 일부/소정리 일부 | 고북면      | 가구리, 대사리, 신송리, 용암리, 장요리, 초록리                                                 |
| 해미군 하도면(下道面) 평촌리/기포리/은동/후동상정리 일부, 하정리/남정리/조정리/거마리/후동상정리 일부, 창리/생천리/화성리 일부/봉산리 일부, 사기소리/청동/봉산리 일부, 저성리/신흥리/독지리/상정리 일부, 신대리/당산리/전호리/상전리/하전리/송내리/황곡리, 신기리 일부/소정리 일부/양천리 일부/(홍주군 고남상도면) 성촌 일부/백야리 일부, 중기리/정자리/신기리 일부/화성리 일부 | 고북면      | 기포리, 남정리, 봉생리, 사기리, 신상리, 신정리, 양천리, 정자리                                 |
| 해미군 염솔면(鹽率面) 대조리/(서면) 경치리 일부, 덕석리/삼상평리/성산리 일부, 도윤동/삼산동/갈동, 몽매동/발이방리, 상봉리/하봉리, 평촌리/상성산리/구동/성산리 일부, 상승산리/하승산리, 우산리, 천의리/삼곡리 일부/상도곡리/하도곡리, 하성산리 | 정미면      | 대조리, 덕삼리, 도산리, 매방리, 봉성리, 산성리, 승산리, 우산리, 천의리, 하성리                 |
| 해미군 일도면(一道面) 덕평리/하탄리/운산리, 덕곡리/마항리 일부, 여미리/이문동, 두당리/하평리 일부, 두문리/붕담리, 진관동/사내동 일부, 수동/안국동 일부, 어제산리/거동/마항리 일부/사내동 일부 | 정미면      | 대운산리, 덕마리, 여미리, 모평리, 봉생리, 사관리, 수당리, 신시리                               |
| 해미군 이도면(二道面) 산지동/회선동/갈현리/좌세리/숙용평리 일부, 두산리/고음곡리 일부, 군자동/무릉동/운곡리/고읍리, 하장수동/상묵당리/하묵당리, 와평리/상장수동/고음곡리 일부, 용연리/묵현리/산수동/장항리/중리/장평리/숙용평리 일부, 안호리, 이치리/팔곡리/중산리 | 운산면      | 갈산리, 고산리, 고풍리, 수당리, 수평리, 용장리, 안호리, 팔중리                                 |
| 해미군 부산면(夫山面) 동신리/벌리/고창동, 보현동/갈동/강당리/(이도면) 거산리 일부, 슬리/와현리/(면천군 마산면) 율치리 일부, 의현리/원상리/원평리, 태봉동/장동 일부 | 운산면      | 신창리, 용현리, 와우리, 원평리, 태봉리                                                         |
| 해미군 운천면(雲川面) 가좌동/상리/상가리/(동음암면) 남당리/고양동 일부, 관당리/하성리/동산리/거산리 일부/(동암면) 석천리 일부, 상성리/성중리/소동 일부, 원금리/벌리/장동 일부 | 운산면      | 가좌리, 거성리, 상성리, 소중리, 원벌리                                                         |
- 해미면(海美面)은 1914년 해미군 전역이 서산군에 통폐합되면서 기존 군의 중심지였던 남면(南面)과 동면(東面)을 합하여 군의 다른 명칭 '지성'을 면 이름으로 취하여 지성면으로 하다가 1917년 군 이름을 따서 해미면으로 개칭하였다.
- 대호지면(大湖芝面)은 원래 해미현 읍내의 서쪽에 위치하여 서면(西面)이라 불리어 왔는데, 1914년 행정구역 통폐합에 따라 대호지면이라 하여 서산군에 편입하다가, 1957년 11월 6일 정미면과 함께 당진군에 편입하였다. 대호지라는 지명은 대호지 마을에서 유래하였는데, 이 곳의 지형이 바닷가로 길게 뻗어서 곶(큰 곶, 대고지)을 이루었다고 하여 붙여진 이름이라고 전한다.
- 고북면(高北面)은 1914년 해미군 상도면, 하도면을 통폐합하면서 조선시대 홍주군 고북면에서 유래를 취해 고북면이라 명명하였다.
- 정미면(貞美面)은 1914년 해미군 일도면, 염솔면을 통폐합하면서 직전 행정구역 '정해현'(貞海縣), '여미현'(餘美縣)에서 한 글자씩 취해 정미면이라 하여 서산군에 편입하다가, 1957년 11월 6일 당진군에 편입하였다.
- 운산면(雲山面)은 1914년 해미군 이도면, 부산면, 운천면을 통폐합하면서 '운천', '부산'에서 한 글자씩 취해 운산면이라 명명하였다.

## 같이 보기
- 해미읍성
- 해미향교